# Апендицит
Апендицит, понякога наричан апандисит, е възпаление на придатъка на сляпото черво – апендикса (от лат. Appendix caeci).
Въпреки че има по-ранни сведения за възпаления на или около сляпото черво, описание на болестта апендицит е направено за първи път от професора по патоанатомия в Харвард – Реджиналд Хебер Фиц (Reginald Heber Fitz) е и първият, който прави предположението, за пандисит -индонезийска дума 
че лек за апендицита е отстраняването на сляпото черво (апендектомия). Сред пионерите в лечението на апендицита са също Томас Мортън (Thomas Morton) и Чарлз Макбърни (Charles McBurney).

## Етимология
Възпалението на апендикса обикновено се предизвиква от чревен или лимфен застой, което дава възможност на типични за чревната флора бактерии да проникнат в стената на апендикса и да предизвикат серозно или гнойно възпаление. Поради подуването на тъканта отворът, който свързва апендикса с цекума, се свива и гнойта може да застои и да се образува емпием на апендикса. Перфорацията на възпален апендикс води до перитонит.
От апендицит могат да страдат хора във всички възрасти, но по-често се появява у младите хора. Обяснение за по-високата честота на апендицита в детска възраст е, че сляпото черво у децата е по-късо и му липсва характерната извита форма като при възрастните. По тази причина отворът, с който апендиксът се свързва с цекума, е по-широк, което улеснява навлизането на фекални маси в него и повишава локалното дразнене.
Апендиксът на възрастните хора от своя страна постепенно атрофира, което обяснява значително по-редките случаи на апендицит сред възрастните. Това обаче също е опасно, понеже пренебрегването на възможността, болки в областта да са причинени от апендицит, затруднява навременното поставяне на правилна диагноза и може да доведе до множество усложнения.
Не са без значение хранителният режим и прекараните в миналото възпаления на червата.
Апендицитът не е единственото обяснение на болките, които могат да настъпят в областта на корема. Други причини за такива болки могат да са пробив на язва на стомаха или дванадесетопръстника, остро възпаление на жлъчката, камъни в бъбреците, извънматочна бременност, преплитане на червата, възпаление на яйчниците, сраствания в коремната кухина и други.

## Форми на апендицита
Според начина на протичане апендицитът бива два вида – остър и хроничен.

### Остър апендицит
Острият апендицит  е най-често срещаното остро хирургическо заболяване на корема. При остър апендицит болката първоначално обхваща целия корем, но за няколко часа се локализира в долния му десен край. Тя е силна и постоянна, по-остра при движение и придружена с повишена телесна температура (до 38 °C), гадене и повръщане. Коремът постепенно се втвърдява и се нарушават функциите на храносмилателния канал и отделянето на газове. Пулсът се ускорява до над 100 удара в минута. Езикът е обложен, а при тежки форми на заболяването – сух.
Острият апендицит е заболяване на всички възрасти от двата пола, независимо че най-често засегнатата възраст е между 5 и 30 години.
Типичното развитие на заболяването протича за 6 до 24 часа, когато трябва да се очаква перфорация при прогресивно развитие на болестта. Перфорацията е много по-честа у деца и стари хора (до 75%), развива се по-бързо, тенденцията за отграничаването на излива е слаба. Необходимо е повишено внимание и по-ранна операция.
При типична клинична картина се появяват продроми: отпадналост, нарушен апетит, неразположение, при задоволително общо състояние. Следват диспептични оплаквания (гадене, повръщане), фебрилитет, болка. Началото на болковите оплаквания е различно: остро и бързо или забавено, протрахирано.
При малки деца: отпадналост и вялост, неспокойствие, отказ от храна, горен и долен диспептичен синдром (повръщане, диария), фебрилитет, ексикация.
На практика противопоказания за операцията няма. Апендиксът задължително се изпраща за хистологично изследване.

#### Особени форми
Атипично разположение. Свързано е с промени в клиничната картина, симулиращи заболяване на съседен орган, поставящи диференциално-диагностични проблеми:
- Ретроцекално разположение на апендикса (около 16%) – слабо или липсващо перитонеално дразнене; намалена интензивност на болката и симптомите за перитонеално дразнене; дразнене на уретрата и симулиране на бъбречни колики.
- Малкотазово разположение – симулира гинекологични заболявания у жени, предизвиква дразнене на аднексите, сателитен аднексит; проблеми в репродуктивните способности; развитие на Дъгласов абсцес при перфорация.
- При деца може да симулира диаричен синдром, дизурични смущения, ограниченият абсцес може да се представи като малкотазов тумор.
- Субхепатално или друго разположение на апендикса – при незавършена ротация на колона (малротация) – предимно при деца в ранна възраст (15 %).

Остър апендицит у новородени и деца до тригодишна възраст е препоръчително да се лекува от хирург със специалност по обща и детска хирургия.
Заболяването е рядко в тази възраст. Реактивността е слаба, деструктивните промени са чести и бързи. Анамнезата е от родителите. Болката често е по-слаба, около пъпа, трудно се локализира, мускулната защита е слаба, а при плач може да бъде симулирана. По-бурна обща реакция: гадене, повръщане, фебрилитет до 39 °C, по-често диария, често уриниране с по-честа хематурия, левкоцитоза до 20 – 30 000; сериозна прогноза.

#### Остър апендицит при бременни жени
Клиничната картина е завоалирана и трябва да се диференцира бременността като причина за гадене, повръщане, запек и болка. Апендиксът е разположен атипично: изместен е от бременната матка. Съществува риск от аборт, при апендектомия по спешност е необходима хормонална защита.

#### Остър апендицит при стари хора
Заболяването е рядко, с неясни диспептични смущения, възрастово обусловен запек. Болката е тъпа, неясна, не се отграничава добре, дефансът е слабо изразен. Температурата е слабо изразена. Левкоцитозата е слабо изразена. Перфорацията е по-честа и по-ранна. Диференциална диагноза с карцином на сляпото черво или левия колон.
Усложнени форми:
- Апендикуларен инфилтрат; при тенденция за коликвация – операция по спешност; при деца – периапендикуларният инфилтрат е абсолютна индикация за спешно оперативно лечение.
- Апендикуларен абсцес.
- Перфорация на остър апендицит.
- При деца – некроза или перфорация от чуждо тяло, паразити.
- Перитонит от апендикуларен произход.

Медикаментозното лечение в пред- и следоперативния период се определя и зависи от състоянието на пациента и характера на заболяването.

### Хроничен апендицит
Хроничният апендицит  може да бъде последица на прекаран пристъп от остър апендицит, който е протекъл благополучно, но може и да започне незабележимо, без уловимо начало. Хроничният апендицит се проявява обикновено с тъпи болки, които могат да се локализират вдясно под пъпа или под лъжичката. Често има запек, подуване на корема. Диагнозата се осигурява с рентгеново изследване. Хроничният апендицит често се усложнява с увреждания на стомаха, дванадесетопръстника, жлъчния мехур, дебелото черво, вътрешните полови органи на жената.
Хроничният апендицит налага известни ограничения на болните – трябва да се избягват храни, образуващи много газове, вдигане на тежести, тръскане на тялото. При обостряне трябва да се потърси веднага лекар. Въпросът за операция при хроничен апендицит се поставя след внимателна преценка на състоянието на болния.

## Диагноза
И двата вида апендицит трябва да се диагностицират само от лекар, и то след проведени изследвания:
- изследване на кръвта, при което по евентуално повишения брой бели кръвни клетки може да се съди за налично възпаление;
- общо изследване на урината, при което се прави оглед под микроскоп за наличието на бели и червени кръвни клетки и бактерии;
- ехография на коремни органи, за да се видят текущите размери и състояние на апендикса.

Преди поставяне на диагнозата трябва да се избягва самолечение и налагане на мястото с топли компреси – те може да облекчат болката временно, но допринасят за задълбочаване на възпалението.

## Лечение
Острият, а в някои случаи и хроничният апендицит се лекуват оперативно и по спешност. Хирургическата интервенция се нарича апендектомия и се състои в отстраняване на израстъка на сляпото черво (апендицита) и оглед на съседните тъкани. Операцията на апендикса трябва да се съпътства и от лечение с антибиотици.Операцията е сравнително лека. Извършва се с пълна упойка.